# Religiosi terziari cappuccini di Nostra Signora Addolorata
I Religiosi Terziari Cappuccini di Nostra Signora Addolorata (in latino Fratres Tertii Ordinis Sancti Francisci Capulatorum a Beata Virgine Perdolente) sono un istituto religioso maschile di diritto pontificio: i membri di questa congregazione clericale, detti popolarmente Amigoniani, pospongono al loro nome la sigla T.C.

## Storia
La congregazione venne fondata nel convento della Maddalena di Massamagrell dal cappuccino spagnolo Luis Amigó Ferrer (1854-1934) per l'assistenza ai detenuti e la rieducazione dei minorenni: il 12 aprile 1889, festa di Nostra Signora Addolorata, i primi quattordici postulanti ricevettero l'abito religioso, dando formalmente inizio all'istituto.
L'arcivescovo di Valencia, Antolín Monescillo y Viso, ne approvò le costituzioni l'8 aprile 1889 e l'11 gennaio 1895 il governo spagnolo autorizzò i Terziari Cappuccini a prestare servizio nelle carceri e nei riformatori statali.
I terziari cappuccini dell'Addolorata ottennero l'approvazione pontificia il 19 settembre 1905 (a causa della travagliata scena politica in Spagna venne saltato il passaggio del decreto di lode) e le loro costituzioni vennero approvate definitivamente della Santa Sede il 7 maggio 1910.
Durante la guerra civile spagnola trovarono la morte 29 religiosi.
La congregazione venne aggregata all'Ordine dei frati minori cappuccini il 19 giugno 1905 e i suoi membri osservano la regola del Terzo ordine regolare di San Francesco; esiste anche il ramo femminile delle Sorelle terziarie cappuccine della Sacra Famiglia.

## Attività e diffusione
Gli Amigoniani sono dediti al recupero e all'educazione della gioventù traviata: prestano il loro servizio soprattutto presso le scuole professionali e le carceri minorili.
Sono presenti in Europa (Germania, Italia, Polonia, Spagna), nelle Americhe (Argentina, Bolivia, Brasile, Cile, Colombia, Costa Rica, Repubblica Dominicana, Ecuador, Nicaragua, Panama, Porto Rico, Stati Uniti d'America, Venezuela), in Costa d'Avorio e nelle Filippine; la sede generalizia è a Roma.
Al 31 dicembre 2015, la congregazione contava 68 case e 370 religiosi, 193 dei quali sacerdoti.